# Rusutsu
Rusutsu (留寿都村?) è un villaggio giapponese della prefettura di Hokkaidō.